# Mepachymerus baculus
Mepachymerus baculus är en tvåvingeart som beskrevs av Speiser 1910. Mepachymerus baculus ingår i släktet Mepachymerus och familjen fritflugor. Inga underarter finns listade i Catalogue of Life.